# Hélène Cardona
Hélène Cardona est une actrice, poète, productrice et traductrice française née à Paris.

## Filmographie

### Cinéma
- 1993 : Le Concierge du Bradbury : une mannequin
- 1993 : Six degrés de séparation : un invité du cocktail
- 1994 : Léon : une étudiante
- 1996 : I Love You, I Love You Not : une femme de l'holocauste
- 1996 : Un beau jour : la vendeuse française
- 1997 : Trait pour trait : une chercheuse de l'agence de publicité
- 1998 : Recherche maman désespérément : Henriette
- 1999 : Mumford : Candy
- 2000 : D'un rêve à l'autre : la journaliste française
- 2000 : Le Chocolat : Françoise Drou
- 2001 : Final : une infirmière
- 2001 : Un amour à New York : la chanteuse française
- 2002 : Plus jamais : Darcelle
- 2003 : Big Fish : la secrétaire
- 2004 : La Mort dans la peau : voix additionnelles
- 2005 : L'Interprète : l'interprète française
- 2006 : Une grande année : voix additionnelles
- 2006 : Le Voile des illusions : la nonne française
- 2007 : Rush Hour 3 : une hôtesse de l'air
- 2009 : La Panthère rose 2 : une journaliste
- 2009 : Inglourious Basterds : une officière allemande
- 2010 : Au-delà : un ange
- 2011 : Happy Feet 2 : Adélie Pingouin
- 2012 : Stealing Roses : Mme Russell
- 2013 : Lunch Break : Grace
- 2013 : World War Z : la journaliste des BBC News
- 2014 : Opération Muppets : voix additionnelles
- 2014 : Charlie Is My Darling : la journaliste française
- 2014 : X-Men: Days of Future Past : les voix de Cerebro
- 2014 : La Planète des singes : L'Affrontement : une journaliste
- 2014 : Les Recettes du bonheur : la critique française
- 2015 : Fast and Furious 7 : voix additionnelles
- 2015 : Mad Max: Fury Road : la malheureuse
- 2015 : Jurassic World : l'annonceuse du centre d'innovation en Français
- 2015 : Grace Stirs Up Success : voix additionnelles
- 2016 : X-Men: Apocalypse : les voix de Cerebro
- 2017 : Downsizing : une journaliste
- 2017 : Inferno by Dante : une speakerine
- 2017 : Dark Ascension : Naomi
- 2017 : Miracle Underground
- 2018 : Dark Ascension II: The Journey to Hell : Naomi
- 2018 : Purgatory by Dante : une speakerine
- 2019 : Paradise by Dante : une speakerine
- 2019 : The Dark Return of Time : Candy Smith
- 2020 : Le Goût du vin (Uncorked) de Prentice Penny
- 2023 : Murder Mystery 2 de Jeremy Garelick : la présentatrice française de la météo (voix)

### Télévision
- 1993 : Another World : la barmaid française (1 épisode)
- 1995 : On ne vit qu'une fois : l'aristocrate autrichienne (1 épisode)
- 1995 : New York, police judiciaire : la quatrième jurée
- 1997 : Haine et Passion : la femme d'affaires française (1 épisode)
- 1999 : Les Nouvelles Aventures de Robin des Bois : Marjorie (1 épisode)
- 1999 : Passions : une française (1 épisode)
- 2009 : Interview : version française : Natasha Loizeau (1 épisode)
- 2009 : Amour, Gloire et Beauté : une journaliste (1 épisode)
- 2011 : Pan Am : l'hôtesse de l'air française (1 épisode)
- 2012 : Chuck : la secrétaire française (1 épisode)
- 2012 : Nikita : l'opératrice espagnole (1 épisode)
- 2013 : Zero Hour : la guide française (1 épisode)
- 2013-2015 : The Blacklist : voix additionnelles (2 épisodes)
- 2014 : Front Seat Chronicles : Valerie (1 épisode)
- 2014 : Rosemary's Baby (2 épisodes)
- 2014 : Table Manners : Nadine
- 2015 : Scorpion : la représentante des Nations unies (1 épisode)
- 2015 : AgentX - épisode : Fidelity : voix additionnelles
- 2016 : Heroes Reborn : la voix de l'ordinateur (2 épisodes)
- 2016-2017 : Esprits criminels : Unité sans frontières : plusieurs voix et personnages (4 épisodes)
- 2017 : The Affair : voix additionnelles (1 épisodes)
- 2017 : Timeless : les voix françaises (1 épisodes)

### Jeu vidéo
- 1998  :Sanitarium : divers voix
- 2004 : Cool Girl : Harley et Artemis
- 2016 : Uncharted 4: A Thief's End : les mercenaires Shoreline